# Вомитоксин
Вомитоксин, также дезоксиниваленол (сокр. ДОН) — органическое вещество, трихотеценовый микотоксин, вторичный метаболит, продуцируемый несколькими видами микромицетов — микроскопическими плесневыми грибами рода Fusarium (Fusarium culmorum, Fusarium graminearum). Является контаминантом. Высокотоксичен. Вызывает сильнейшее отравление, сопровождаемое рвотой (от англ. Vomiting — рвота) и расстройствами ЖКТ, а также приводит к микотоксикозу — алиментарно-токсической алейкии («септическая ангина»). Обладает иммунодепрессивным эффектом.
ДОН – микотоксин, который частично разлагается под воздействием микроволнового излучения. Устойчив к тепловой обработке и стабилен при длительном хранении. 

## Безопасность
Согласно техническим регламентам Таможенного союза № 015/2011 «О безопасности зерна» и № 021/2011 «О безопасности пищевой продукции» присутствие дезоксиниваленола в продуктах для детей, беременных и кормящих женщин не допускается (уровень его содержания не должен превышать 0,050 мг/кг), в продовольственном зерне его содержание не должно превышать 0,7 мг/кг для пшеницы, 1,0 мг/кг для ячменя. В зерне на кормовые цели должно содержаться не более 1,0 мг/кг ДОН. 
Несмотря на относительно низкую острую токсичность для животных, ДОН представляет значительную экономическую угрозу для сельского хозяйства вследствие снижения продуктивности животных. Токсин вызывает нейрохимические нарушения в мозге, приводящие к анорексии и рвоте. У людей потребление зараженных зерновых также может вызывать рвоту. ДОН обладает иммуносупрессивным действием и нефротоксичностью. Имеются данные о способности токсина к биоаккумуляции в тканях животных и передаче через яйца и молоко. Эти факторы обуславливают высокую значимость ДОН как контаминанта пищевых продуктов и кормов. 
Благодаря своей растворимости в воде и стабильности при нагревании (температурах до 120°C), условиях хранения и процессах помола, ДОН заражает зерновые культуры и в значительной степени остаётся неизменным в процессе производства. Таким образом, он также может быть найден в продуктах на основе злаков, включая завтраки из злаков, хлеб, кондитерские изделия, пиво, детские смеси и детское питание . 
Пожилые люди могут быть более подвержены воздействию ДОН из-за возрастных изменений в метаболизме и выведении токсинов, а также из-за заболеваний, усиливающих чувствительность к его токсическим эффектам. Исследование показало, что в образцах биоматериалов пожилых людей ДОН обнаруживается часто (90%), но на умеренно низком уровне (25.4 нг/мг креатинина), что указывает на его присутствие в рационе, но не в высоких концентрациях. Содержание ДОН у пожилых из Великобритании было почти в три раза выше, чем в Норвегии и Италии, что может отражать различия в диете, климате или методах обработки пищи.